# Jerome Rosen
Jerome William Rosen (Boston, 23 juli 1921 – Davis, Californië, 20 juni 2011) was een Amerikaans componist, muziekpedagoog, dirigent, klarinettist en saxofonist.

## Levensloop
Rosen studeerde aan de Universiteit van Californië - Berkeley en behaalde aldaar zijn Bachelor of Music en ook zijn Master in Music. Zijn leraren in compositie waren Roger Sessions en William Denny. Later studeerde hij nog compositie bij Darius Milhaud en klarinet bij Ulysse Delécluse aan het Conservatoire national supérieur de musique te Parijs. Hij won de George Ladd Prix de Paris kreeg studiebeursen van de Guggenheim Foundation en van het Rockefeller Study Center in Bellagio.
Op 22 november 1992 soleerde hij als klarinettist met het University of California - Davis Symphony Orchestra in het klarinetconcert van Darius Milhaud en in februari 1997 als saxofonist in zijn eigen saxofoonconcert. Wederom in maart 1998 als solist saxofoon met het Sacramento Wind Orchestra in zijn werk Three Waltzes, voor saxofoon en harmonieorkest.
Hij was professor aan de muziekafdeling van de Universiteit van Californië - Davis waar hij sinds het begin van de jaren 1950 doceerde. Hij was hoofd van deze afdeling sinds 1960 en directeur van het studio voor elektronische muziek. In 1952 was hij oprichter van de University of California - Davis Concert Band en van 1952 tot 1958 was hij dirigent van dit orkest.
Als componist schreef hij werken voor naast alle genres.

## Composities (selectie)

### Werken voor orkest
- 1997 Concert, voor saxofoon en orkest

### Werken voor harmonieorkest
- 1958 Fantasy in Echo, voor harmonieorkest
- 1960-1968 Five Pieces, voor harmonieorkest
- 1964 Concert, voor klarinet, trombone en harmonieorkest
- 1998 Three Waltzes, voor saxofoon en harmonieorkest

### Muziektheater

#### Opera's
| Voltooid in | titel                     | aktes              | première | libretto       |
| ----------- | ------------------------- | ------------------ | --- | -------------- |
| 1979        | Calisto and Melibea       | 3 aktes, 16 scènes | 31 mei 1979, Davis (Californië), University Theatre Season                                                                    | Edwin Honig    |
| 1999        | Emperor Norton of the USA | 2 aktes            | 3 juni 1999, Davis (Californië), Universiteit van Californië - Davis (Californië), Departments of Music and Theatre and Dance | James Schevill |

### Kamermuziek
- 1954 Sonata, voor klarinet en cello
- 1959 Five Pieces voor altviool en piano
- 1957 Strijkkwartet nr. 1
- 1974 Kwintet, voor saxofoon en strijkkwartet
- 1996 Sextet Sine Nomine, voor dwarsfluit, klarinet, slagwerk, piano, viool en cello
- Trio, voor viool, klarinet en piano

### Werken voor slagwerk
- 1967 Elegy, voor slagwerk solo

## Referentie
1. ↑  zie: Calisto and Melibea voor een nadere beschrijving. Gearchiveerd op 3 mei 2018.

- Gemeinsame Normdatei: 1089752644
- International Standard Name Identifier: 0000 0000 8448 4620
- Library of Congress Control Number: no92009983
- Nederlandse Thesaurus van Auteursnamen: 392504839
- Virtual International Authority File: 43865201
- WorldCat: E39PBJjXgXBV8WBHYwC89TMMfq